# Міст Нотр-Дам

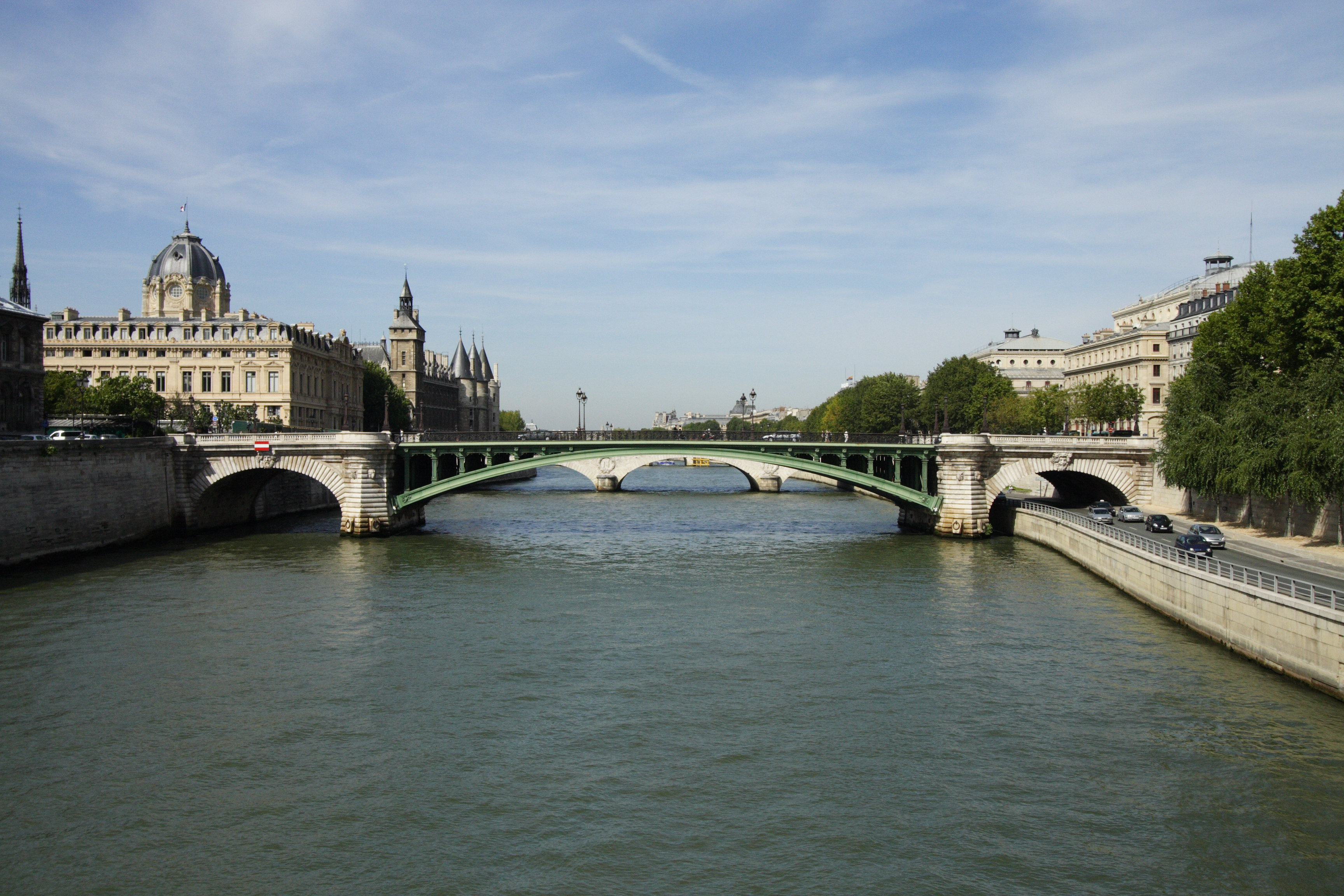
Міст Нотр-Дам

Міст Нотр-Дам (фр. Pont Notre-Dame) — міст у центрі Парижа через річку Сену. Міст розташований в 4-му муніципальному окрузі.

## Короткий опис
- Довжина мосту: 105 м
- Ширина: 20 м, разом з двома тротуарами завширшки 4 м кожен
- Тип конструкції: арковий міст
- Архітектори: Арон, Жан Наркотики, Жан Résal, Retraint, Біне
- Будівництво велося з 1910 по 1914 рік
- Метро: лінія 7, станція Pont Marie

## Історія
Міст Нотр-Дам стоїть на тому місці, де вже в античні часи був міст через Сену. Ще до завоювання римлянами Галлії міст був частиною кардо (головною вулицею з північно-південним напрямком) Лютеції. Коли в 52 до н. е.  Тіт Лабієн зі своїми військами підходив до місту, були підпалені всі мости, що вели на острів Сіте, аби супротивник не зміг захопити поселення. Римляни заново побудували міст із каменю і провели через нього дорогу (кардо) від Суассона до Орлеана.
Після облоги міста норманами в 885–886, коли був побудований новий Великий міст (нині міст Міняйл), міст був зруйнований, а замість нього перекинуто невеликий місток з млином (Planche Mibray), який спочатку навіть не доходив до острова й переважно правив понтоном для рибалок.
У 1406 міст Планш-Мібрей постраждав від повені, і в 1413 король Карл VI розпорядився побудувати на його місці добротний міст з дерева, забудований будинками, який повинен був називатися міст Нотр-Дам. Він обвалився 28 жовтня 1499.
Нова конструкція була виконана з каменю і складалася з шести великих аркових прольотів. Міст був добудований в 1507 і так само був забудований будинками і крамничками, так що швидко став одним з комерційних центрів міста. Будівлі на мосту вперше мали номери: з одного боку парні, з іншого — непарні.
У 1660 міст оновлений на честь Людовика XIV і його дружини Марії Терезії, дочки іспанського короля Філіпа IV, які 9 червня одружилися в Сен-Жан де Люс і урочисто в'їхали в Париж 26 серпня. Їхнє весілля було однією з умов Піренейського миру.
У 1786 за наказом короля з мосту було знесено всі будівлі.
У 1853 на старому фундаменті було збудовано новий міст, цього разу з п'ятьма арками. Через часті зіткнення барж з мостом, міст Нотр-дам отримав у народі назву Чортів міст (фр. Pont du Diable). Щоб полегшити баржам прохід під мостом, були прибрані три центральні арки і замінені металевою конструкцією.
Новий міст був побудований Луї-Жаном Резалем, який до цього працював над будівництвом мосту Мірабо і мосту Олександра III. Міст Нотр-Дам був відкритий в 1919 президентом Раймоном Пуанкаре.